# Chêne al'Pierre
Chêne al'Pierre (en wallon : Tchinne al Pire) est un hameau de la commune belge de Manhay, située dans le nord de la province de Luxembourg.
Avant la fusion des communes de 1977, Chêne al'Pierre faisait partie de la commune de Grandmenil.

## Situation
Ce hameau ardennais se trouve le long de la route nationale 30 Liège-Bastogne à 3,5 km de la sortie 48 bis de l'autoroute E 25 Liège-Luxembourg et à 5 km de Manhay. Les prairies du hameau sont complètement entourées de forêts.

## Description
Le hameau s'articule le long de deux axes routiers parallèles et d'orientation nord-sud : la N.30 et la chaussée romaine.
Entre ces deux axes, se trouve la petite église Saint-Éloi entourée de son cimetière. Bâti en pierre de grès recouverte partiellement d'ardoises, cet édifice est de style roman.

## Sources et liens externes
- Site de la commune de Manhay